# 天王戦
天王戦（てんのうせん）は、1985年から1992年まで行われていたプロ将棋の公式棋戦。1993年から棋王戦と統合された。

## 概要
前身は、1951年 - 1967年に大阪新聞主催で勝ち抜き戦方式で行われた東西対抗勝継戦（とうざいたいこうかちつぎせん）である。
1968年からはトーナメント方式の日本将棋連盟杯争奪戦（にほんしょうぎれんめいはいそうだつせん）となった。
ただし、この棋戦は名人の出場しない棋戦であり、優勝者は名人との間で記念対局を行った。
1985年に、「日本将棋連盟杯争奪戦」に代わり、名人も参加する棋戦として「天王戦」が始まった。2015年度に開始された「叡王戦」と同様に、九段から四段までの「段位別予選」を行い、各段から同数の2名が本戦出場となる方式で行われた（「叡王戦」では段位ごとの本戦出場枠が一定ではない）。タイトル保持者も四段も優勝までの距離が同じなのは初めてのことであった。第1回ではタイトル保持者全員が予選で敗れる波乱が起こった。
1992年の第8回で「天王戦」は終了し、1993年から棋王戦と統合された。

## 東西対抗勝継戦
| 回 | 年度 | 優勝者（段位は当時） | 連勝数 |
| -- | ---- | -------------------- | ------ |
| 3  | 1953 | 松下力八段           | 12連勝 |
| 6  | 1956 | 大友昇五段           | 14連勝 |
| 15 | 1965 | 内藤國雄七段         | 15連勝 |
| 16 | 1966 | 西村一義五段         | 11連勝 |

## 日本将棋連盟杯争奪戦
第一期、二期は、記事を掲載していた新聞社の数から「六社棋戦」。第三期から「日本将棋連盟杯争奪戦」に改名。
| 回 | 年度 | 優勝者（段位・称号等は当時） |
| -- | ---- | ---------------------------- |
| 1  | 1968 | 山田道美八段                 |
| 2  | 1969 | 米長邦雄七段                 |
| 3  | 1970 | 中原誠八段                   |
| 4  | 1971 | 内藤國雄八段                 |
| 5  | 1972 | 大山康晴王将                 |
| 6  | 1973 | 内藤國雄八段                 |
| 7  | 1974 | 大内延介八段                 |
| 8  | 1975 | 大山康晴棋聖                 |
| 9  | 1976 | 二上達也九段                 |
| 10 | 1977 | 板谷進八段                   |
| 11 | 1978 | 大山康晴十五世名人           |
| 12 | 1979 | 大山康晴十五世名人           |
| 13 | 1980 | 大内延介八段                 |
| 14 | 1981 | 勝浦修八段                   |
| 15 | 1982 | 森安秀光八段                 |
| 16 | 1983 | 米長邦雄王将                 |
| 17 | 1984 | 田中寅彦八段                 |

## 天王戦
| 回 | 年度 | 優勝者（段位・称号等は当時） |
| -- | ---- | ---------------------------- |
| 1  | 1985 | 加藤一二三九段               |
| 2  | 1986 | 高橋道雄王位                 |
| 3  | 1987 | 羽生善治四段                 |
| 4  | 1988 | 羽生善治五段                 |
| 5  | 1989 | 谷川浩司名人                 |
| 6  | 1990 | 森下卓六段                   |
| 7  | 1991 | 谷川浩司竜王                 |
| 8  | 1992 | 高橋道雄九段                 |

（1993年以降は棋王戦と統合）